# Saul Mariaschin
Saul George Mariaschin, conosciuto successivamente come Saul Marsch (Brooklyn, 10 agosto 1924 – Alta, 20 dicembre 1990), è stato un cestista statunitense, professionista nella BAA.

## Carriera
Venne selezionato dai Washington Capitols nel Draft BAA 1947.